# DDR-Fußball-Liga 1979/80
Die DDR-Fußball-Liga 1979/80 war die 30. Spielzeit der zweithöchsten Spielklasse im Ligasystem auf dem Gebiet des DFV. In dieser gelang den beiden Vorjahresabsteigern Hansa Rostock und Chemie Böhlen der sofortige Wiederaufstieg in die übergeordnete DDR-Oberliga.

## Modus
Gespielt wurde in 5 Staffeln zu je 12 Mannschaften (regionale Gesichtspunkte). In einer Doppelrunde mit Hin- und Rückspiel wurden die Staffelsieger und je 3 Absteiger pro Staffel ermittelt. Die Staffelsieger ermittelten ebenfalls mit Hin- und Rückspiel in einer Aufstiegsrunde die 2 Oberligaaufsteiger.

## Staffel A

### Saisonverlauf
Der F.C. Hansa Rostock dominierte in der Staffel A und stellte mit 43:1 Punkten einen neuen Liga-Rekord auf (bislang HFC Chemie 41:3 Pkt. 1973/74). Lediglich bei der ISG Schwerin-Süd ließ man am 9. Spieltag einen Punkt liegen.
 Der Weg der drei Neulinge BSG Motor Warnowwerft Warnemünde, BSG Hydraulik Parchim und BSG Nord Max Matern Torgelow führte nach nur einer Saison in die Bezirksliga zurück.
 Warnemünde kämpfte bis zum vorletzten Spieltag mit der BSG KKW Greifswald um den Klassenerhalt. Dann gewann Greifswald sein Heimspiel gegen Torgelow und gleichzeitig erlitt Warnemünde eine Niederlage in Neubrandenburg. Nun hatte Greifswald vor dem letzten Spiel bei Warnemünde nicht nur zwei Punkte mehr auf seinem Konto, sondern auch ein um 26 Tore besseres Torverhältnis.

### Abschlusstabelle
| Pl. | Mannschaft                           | Sp. | S  | U | N  | Tore    | Diff. | Punkte |
| --- | ------------------------------------ | --- | -- | - | -- | ------- | ----- | ------ |
| 1.  | F.C. Hansa Rostock (A)               | 22  | 21 | 1 | 0  | 077:800 | +69   | 43:10  |
| 2.  | ASG Vorwärts Stralsund               | 22  | 12 | 5 | 5  | 056:270 | +29   | 29:15  |
| 3.  | TSG Bau Rostock                      | 22  | 13 | 3 | 6  | 060:350 | +25   | 29:15  |
| 4.  | ISG Schwerin-Süd                     | 22  | 10 | 7 | 5  | 047:270 | +20   | 27:17  |
| 5.  | BSG Schiffahrt/Hafen Rostock         | 22  | 10 | 4 | 8  | 040:280 | +12   | 24:20  |
| 6.  | BSG Post Neubrandenburg              | 22  | 9  | 6 | 7  | 042:350 | +7    | 24:20  |
| 7.  | SG Dynamo Schwerin                   | 22  | 9  | 3 | 10 | 039:340 | +5    | 21:23  |
| 8.  | TSG Wismar                           | 22  | 7  | 6 | 9  | 031:440 | −13   | 20:24  |
| 9.  | BSG KKW Greifswald                   | 22  | 8  | 1 | 13 | 029:470 | −18   | 17:27  |
| 10. | BSG Motor Warnowwerft Warnemünde (N) | 22  | 5  | 5 | 12 | 024:660 | −42   | 15:29  |
| 11. | BSG Hydraulik Parchim (N)            | 22  | 4  | 3 | 15 | 020:560 | −36   | 11:33  |
| 12. | BSG Nord Max Matern Torgelow (N)     | 22  | 1  | 2 | 19 | 014:720 | −58   | 04:40  |

| (A) Absteiger aus der DDR-Oberliga 1978/79 |
| (N) Aufsteiger aus der Bezirksliga 1978/79 |

### Kreuztabelle
Die Kreuztabelle stellt die Ergebnisse aller Spiele dieser Saison dar. Die Heimmannschaft ist in der linken Spalte aufgelistet und die Gastmannschaft in der obersten Reihe.
| Staffel A 25. August 1979 – 20. April 1980 | Staffel A 25. August 1979 – 20. April 1980 | F.C. Hansa Rostock | ASG Vorwärts Stralsund | TSG Bau Rostock | ISG Schwerin-Süd | BSG Schiffahrt/Hafen Rostock | BSG Post Neubrandenburg | SG Dynamo Schwerin | TSG Wismar | BSG KKW Greifswald | BSG Motor Warnowwerft Warnemünde | BSG Hydraulik Parchim | BSG Nord Max Matern Torgelow |
| ------------------------------------------ | ------------------------------------------ | ------------------ | ---------------------- | --------------- | ---------------- | ---------------------------- | ----------------------- | ------------------ | ---------- | ------------------ | -------------------------------- | --------------------- | ---------------------------- |
| 01.                                        | F.C. Hansa Rostock                         |                    | 3:0                    | 2:0             | 2:1              | 3:2                          | 4:1                     | 4:0                | 5:0        | 10:0               | 4:0                              | 1:0                   | 7:0                          |
| 02.                                        | ASG Vorwärts Stralsund                     | 0:3                |                        | 3:1             | 2:2              | 2:2                          | 5:2                     | 3:1                | 0:1        | 4:0                | 10:1                             | 4:0                   | 8:0                          |
| 03.                                        | TSG Bau Rostock                            | 0:5                | 2:2                    |                 | 3:2              | 0:1                          | 4:0                     | 4:1                | 3:2        | 4:1                | 5:0                              | 5:0                   | 5:1                          |
| 04.                                        | ISG Schwerin-Süd                           | 2:2                | 1:1                    | 4:1             |                  | 2:1                          | 3:3                     | 3:2                | 1:1        | 2:1                | 2:0                              | 2:0                   | 5:1                          |
| 05.                                        | BSG Schiffahrt/Hafen Rostock               | 0:3                | 0:2                    | 2:2             | 1:0              |                              | 2:0                     | 2:1                | 6:1        | 2:1                | 7:3                              | 3:1                   | 3:0                          |
| 06.                                        | BSG Post Neubrandenburg                    | 0:1                | 1:1                    | 2:1             | 2:1              | 2:0                          |                         | 1:1                | 0:0        | 3:1                | 7:0                              | 1:0                   | 6:1                          |
| 07.                                        | SG Dynamo Schwerin                         | 1:2                | 1:2                    | 3:3             | 0:3              | 1:0                          | 1:2                     |                    | 2:0        | 3:0                | 6:1                              | 3:1                   | 2:0                          |
| 08.                                        | TSG Wismar                                 | 0:2                | 2:1                    | 1:2             | 3:2              | 2:2                          | 0:0                     | 0:5                |            | 4:2                | 0:2                              | 7:2                   | 2:1                          |
| 09.                                        | BSG KKW Greifswald                         | 0:1                | 2:0                    | 1:2             | 0:1              | 1:0                          | 5:3                     | 2:0                | 1:2        |                    | 1:2                              | 2:1                   | 1:0                          |
| 10.                                        | BSG Motor Warnowwerft Warnemünde           | 0:4                | 0:1                    | 1:6             | 0:0              | 0:0                          | 2:1                     | 0:2                | 2:2        | 1:1                |                                  | 2:2                   | 2:0                          |
| 11.                                        | BSG Hydraulik Parchim                      | 1:5                | 1:3                    | 0:5             | 1:1              | 1:0                          | 1:1                     | 0:2                | 2:0        | 1:3                | 4:3                              |                       | 1:0                          |
| 12.                                        | BSG Nord Max Matern Torgelow               | 0:4                | 1:2                    | 1:2             | 0:7              | 0:4                          | 1:4                     | 1:1                | 1:1        | 1:3                | 1:2                              | 3:0                   |                              |

### Torschützenliste
|    | Spieler           | Mannschaft                   | Tore |
| -- | ----------------- | ---------------------------- | ---- |
| 1. | Rainer Jarohs     | F.C. Hansa Rostock           | 23   |
| 2. | Gerhard Krentz    | TSG Bau Rostock              | 20   |
| 3. | Harald Biehl      | ASG Vorwärts Stralsund       | 14   |
| 4. | Wolfgang Schwerin | ISG Schwerin-Süd             | 12   |
| 5. | Hans-Jürgen Pohl  | SG Dynamo Schwerin           | 11   |
| 5. | Wolfgang Schumann | BSG KKW Greifswald           | 11   |
| 5. | Jörg Seering      | F.C. Hansa Rostock           | 11   |
| 8. | Dietmar Hanke     | ASG Vorwärts Stralsund       | 10   |
| 8. | Manfred Hausmann  | ISG Schwerin-Süd             | 10   |
| 8. | Joachim Susa      | BSG Schiffahrt/Hafen Rostock | 10   |

### Zuschauer
In 132 Spielen kamen 161.880 Zuschauer ({\displaystyle \varnothing } 1.226 pro Spiel) in die Stadien.
Größte Zuschauerkulisse
9.000 F.C. Hansa Rostock – ASG Vorwärts Stralsund (3. Spieltag)
Niedrigste Zuschauerkulisse
110 BSG Motor Warnowwerft Warnemünde – BSG KKW Greifswald (22. Spieltag)
| Mannschaft                       | Gesamt | {\displaystyle \varnothing } | Heim   | {\displaystyle \varnothing } | Ausw.  | {\displaystyle \varnothing } |
| -------------------------------- | ------ | ---------------------------- | ------ | ---------------------------- | ------ | ---------------------------- |
| F.C. Hansa Rostock               | 67.000 | 3.045                        | 39.000 | 3.545                        | 28.000 | 2.545                        |
| ASG Vorwärts Stralsund           | 33.050 | 1.502                        | 13.050 | 1.186                        | 20.000 | 1.818                        |
| TSG Bau Rostock                  | 19.950 | 0907                         | 08.850 | 0805                         | 11.100 | 1.009                        |
| ISG Schwerin-Süd                 | 21.900 | 0995                         | 09.500 | 0864                         | 12.400 | 1.127                        |
| BSG Schiffahrt/Hafen Rostock     | 20.700 | 0941                         | 09.050 | 0823                         | 11.650 | 1.059                        |
| BSG Post Neubrandenburg          | 20.450 | 0930                         | 12.500 | 1.136                        | 07.950 | 0723                         |
| SG Dynamo Schwerin               | 23.800 | 1.082                        | 09.300 | 0845                         | 14.500 | 1.318                        |
| TSG Wismar                       | 22.300 | 1.014                        | 11.350 | 1.032                        | 10.950 | 0995                         |
| BSG KKW Greifswald               | 24.910 | 1.132                        | 13.050 | 1.186                        | 11.860 | 1.078                        |
| BSG Motor Warnowwerft Warnemünde | 16.830 | 0765                         | 06.780 | 0616                         | 10.050 | 0914                         |
| BSG Hydraulik Parchim            | 34.600 | 1.573                        | 23.000 | 2.091                        | 11.600 | 1.055                        |
| BSG Nord Max Matern Torgelow     | 18.270 | 0830                         | 06.450 | 0586                         | 11.820 | 1.075                        |

## Staffel B

### Saisonverlauf
Die BSG Chemie PCK Schwedt und die SG Dynamo Fürstenwalde lieferten sich einen Zweikampf um den Titel. Schwedt dominierte (ungeschlagen) bis zur Winterpause das Geschehen in der Staffel B. Mit einem Vorsprung von vier Punkten ging es in die letzten acht Spieltage. In diesen holten die Schwedter nur noch 2 Siege und 3 Unentschieden. Fürstenwalde nutzte die Gunst der Stunde und heftete sich an die Fersen von Schwedt. Am letzten Spieltag zog dann der Neuling durch einen Heimsieg gegen Absteiger TSG Neustrelitz und das gleichzeitige Unentschieden von Schwedt (2:2 gegen BSG Stahl Hennigsdorf) an die Tabellenspitze und qualifizierte sich somit für die Aufstiegsrunde.
 Im Kampf um den Klassenerhalt ging es ebenfalls bis zur letzten Minute spannend zu. Die BSG KWO Berlin, seit dem 2. Spieltag auf einem Abstiegsplatz, kam nach der Winterpause auf 10:6 Punkte, was ihr den Klassenerhalt sicherte. Erst besiegelte sie am 25. Spieltag im direkten Duell den Abstieg von Neustrelitz, und dann verdrängte man noch am letzten Spieltag die BSG Motor Babelsberg vom rettenden neunten Tabellenplatz. Babelsberg, das auf Grund der schlechteren Tordifferenz gegenüber KWO den Kürzeren zog, musste nach sieben Jahren den Weg in die Bezirksliga antreten. Ferner stieg die BSG Rotation Berlin trotz gutem Endspurt (9:7 Punkte nach der Winterpause) auf Grund des schlechteren Torverhältnis gegenüber KWO und Babelsberg ab.

### Abschlusstabelle
| Pl. | Mannschaft                      | Sp. | S  | U  | N  | Tore    | Diff. | Punkte |
| --- | ------------------------------- | --- | -- | -- | -- | ------- | ----- | ------ |
| 1.  | SG Dynamo Fürstenwalde (N)      | 22  | 12 | 7  | 3  | 040:160 | +24   | 31:13  |
| 2.  | BSG Chemie PCK Schwedt          | 22  | 12 | 7  | 3  | 030:130 | +17   | 31:13  |
| 3.  | ASG Vorwärts Neubrandenburg *   | 22  | 7  | 10 | 5  | 035:280 | +7    | 24:20  |
| 4.  | BSG Stahl Brandenburg *         | 22  | 8  | 7  | 7  | 029:290 | ±0    | 23:21  |
| 5.  | BSG Halbleiterwerk Frankfurt/O. | 22  | 7  | 8  | 7  | 032:260 | +6    | 22:22  |
| 6.  | BSG Stahl Hennigsdorf           | 22  | 9  | 4  | 9  | 032:340 | −2    | 22:22  |
| 7.  | BSG Stahl Eisenhüttenstadt      | 22  | 7  | 8  | 7  | 024:290 | −5    | 22:22  |
| 8.  | BSG Motor Hennigsdorf (N)       | 22  | 6  | 8  | 8  | 034:470 | −13   | 20:24  |
| 9.  | BSG KWO Berlin (N)              | 22  | 7  | 4  | 11 | 028:330 | −5    | 18:26  |
| 10. | BSG Motor Babelsberg            | 22  | 6  | 6  | 10 | 021:270 | −6    | 18:26  |
| 11. | BSG Rotation Berlin             | 22  | 8  | 2  | 12 | 024:340 | −10   | 18:26  |
| 12. | TSG Neustrelitz                 | 22  | 4  | 7  | 11 | 016:290 | −13   | 15:29  |

| (N) Aufsteiger aus der Bezirksliga 1978/79                                                                                    |
| (*) Die ASG Vorwärts Neubrandenburg spielte in der Vorsaison in der Staffel A und die BSG Stahl Brandenburg in der Staffel C. |

### Kreuztabelle
Die Kreuztabelle stellt die Ergebnisse aller Spiele dieser Saison dar. Die Heimmannschaft ist in der linken Spalte aufgelistet und die Gastmannschaft in der obersten Reihe.
| Staffel B 26. August 1979 – 20. April 1980 | Staffel B 26. August 1979 – 20. April 1980 | SG Dynamo Fürstenwalde | BSG Chemie PCK Schwedt | ASG Vorwärts Neubrandenburg | BSG Stahl Brandenburg | BSG Halbleiterwerk Frankfurt/O. | BSG Stahl Hennigsdorf | BSG Stahl Eisenhüttenstadt | BSG Motor Hennigsdorf | BSG KWO Berlin | BSG Motor Babelsberg | BSG Rotation Berlin | TSG Neustrelitz |
| ------------------------------------------ | ------------------------------------------ | ---------------------- | ---------------------- | --------------------------- | --------------------- | ------------------------------- | --------------------- | -------------------------- | --------------------- | -------------- | -------------------- | ------------------- | --------------- |
| 01.                                        | SG Dynamo Fürstenwalde                     |                        | 0:2                    | 1:1                         | 6:1                   | 2:1                             | 1:0                   | 5:0                        | 3:1                   | 2:1            | 5:0                  | 2:0                 | 3:0             |
| 02.                                        | BSG Chemie PCK Schwedt                     | 1:0                    |                        | 1:1                         | 2:1                   | 2:0                             | 2:2                   | 3:0                        | 1:0                   | 3:0            | 1:0                  | 4:1                 | 2:0             |
| 03.                                        | ASG Vorwärts Neubrandenburg                | 1:1                    | 2:2                    |                             | 5:2                   | 5:2                             | 1:0                   | 0:0                        | 5:0                   | 3:1            | 0:0                  | 1:3                 | 1:1             |
| 04.                                        | BSG Stahl Brandenburg                      | 1:2                    | 0:0                    | 1:1                         |                       | 3:0                             | 1:2                   | 1:0                        | 3:1                   | 1:1            | 2:0                  | 1:0                 | 2:0             |
| 05.                                        | BSG Halbleiterwerk Frankfurt/O.            | 0:0                    | 0:2                    | 1:0                         | 1:1                   |                                 | 5:1                   | 1:1                        | 8:0                   | 2:0            | 2:0                  | 1:1                 | 0:0             |
| 06.                                        | BSG Stahl Hennigsdorf                      | 3:2                    | 0:1                    | 2:1                         | 1:2                   | 2:1                             |                       | 1:0                        | 1:1                   | 3:2            | 2:1                  | 4:1                 | 0:1             |
| 07.                                        | BSG Stahl Eisenhüttenstadt                 | 1:1                    | 0:0                    | 0:0                         | 2:2                   | 0:1                             | 3:2                   |                            | 0:0                   | 3:2            | 3:2                  | 4:1                 | 3:0             |
| 08.                                        | BSG Motor Hennigsdorf                      | 1:1                    | 2:1                    | 7:3                         | 0:0                   | 3:3                             | 2:2                   | 2:2                        |                       | 2:1            | 1:3                  | 3:1                 | 2:2             |
| 09.                                        | BSG KWO Berlin                             | 0:0                    | 1:0                    | 1:2                         | 2:1                   | 2:1                             | 2:0                   | 4:0                        | 1:2                   |                | 3:1                  | 1:3                 | 0:0             |
| 10.                                        | BSG Motor Babelsberg                       | 0:0                    | 3:0                    | 0:0                         | 1:2                   | 0:0                             | 0:0                   | 0:1                        | 3:1                   | 0:0            |                      | 2:0                 | 2:0             |
| 11.                                        | BSG Rotation Berlin                        | 0:1                    | 0:0                    | 2:0                         | 2:1                   | 0:1                             | 1:3                   | 1:0                        | 2:1                   | 3:1            | 2:0                  |                     | 0:1             |
| 12.                                        | TSG Neustrelitz                            | 1:2                    | 0:0                    | 0:2                         | 0:0                   | 1:1                             | 3:1                   | 0:1                        | 1:2                   | 1:2            | 2:3                  | 2:0                 |                 |

### Torschützenliste
|    | Spieler         | Mannschaft             | Tore |
| -- | --------------- | ---------------------- | ---- |
| 1. | Wolfgang Hefter | BSG Chemie PCK Schwedt | 12   |
| 2. | Peter Satkowski | BSG Motor Hennigsdorf  | 11   |
| 2. | Detlef Schulz   | SG Dynamo Fürstenwalde | 11   |

### Zuschauer
In 132 Spielen kamen 133.250 Zuschauer ({\displaystyle \varnothing } 1.009 pro Spiel) in die Stadien.
Größte Zuschauerkulisse
3.200 BSG Chemie PCK Schwedt – ASG Vorwärts Neubrandenburg (17. Spieltag)
Niedrigste Zuschauerkulisse
150 BSG Rotation Berlin – BSG Halbleiterwerk Frankfurt/O. (9. Spieltag)
150 BSG Halbleiterwerk Frankfurt/O. – SG Dynamo Fürstenwalde (14. Spieltag)
| Mannschaft                      | Gesamt | {\displaystyle \varnothing } | Heim   | {\displaystyle \varnothing } | Ausw.  | {\displaystyle \varnothing } |
| ------------------------------- | ------ | ---------------------------- | ------ | ---------------------------- | ------ | ---------------------------- |
| SG Dynamo Fürstenwalde          | 25.650 | 1.166                        | 12.300 | 1.118                        | 13.350 | 1.214                        |
| BSG Chemie PCK Schwedt          | 36.700 | 1.668                        | 21.700 | 1.973                        | 15.000 | 1.364                        |
| ASG Vorwärts Neubrandenburg     | 20.150 | 0916                         | 08.600 | 0782                         | 11.550 | 1.050                        |
| BSG Stahl Brandenburg           | 18.550 | 0843                         | 08.650 | 0786                         | 09.900 | 0900                         |
| BSG Halbleiterwerk Frankfurt/O. | 12.400 | 0564                         | 03.150 | 0286                         | 09.250 | 0841                         |
| BSG Stahl Hennigsdorf           | 24.100 | 1.095                        | 11.650 | 1.059                        | 12.450 | 1.131                        |
| BSG Stahl Eisenhüttenstadt      | 20.700 | 0941                         | 10.150 | 0923                         | 10.550 | 0959                         |
| BSG Motor Hennigsdorf           | 25.050 | 1.139                        | 12.650 | 1.150                        | 12.400 | 1.127                        |
| BSG KWO Berlin                  | 16.800 | 0764                         | 05.850 | 0532                         | 10.950 | 0995                         |
| BSG Motor Babelsberg            | 30.650 | 1.393                        | 21.300 | 1.936                        | 09.350 | 0850                         |
| BSG Rotation Berlin             | 13.700 | 0623                         | 03.650 | 0332                         | 10.050 | 0914                         |
| TSG Neustrelitz                 | 22.050 | 1.002                        | 13.600 | 1.236                        | 08.450 | 0768                         |

## Staffel C

### Saisonverlauf
Oberligaabsteiger BSG Chemie Böhlen wurde seiner Favoritenrolle gerecht und errang souverän den Staffelsieg. Lediglich die ASG Vorwärts Dessau konnte einen Sieg (18. Spieltag) gegen Böhlen erzielen.
 Da die Staffel recht ausgeglichen war, spielten die Mannschaften ab Platz 5 gegen den Abstieg. Neuling BSG Lokomotive Halberstadt war die einzige Mannschaft, die frühzeitig den Anschluss verlor und als erster Absteiger feststand. Am 20. Spieltag trennten den Fünften vom Zehnten gerade einmal 2 Punkte. Am 21. Spieltag retteten sich dann Neuling BSG Stahl Thale und die BSG Chemie Zeitz, die nach der Winterpause mit 11:5 Punkten die zweitbeste Bilanz nach Böhlen aufweisen konnte.
Der BSG Einheit Wernigerode wurde vor dem letzten Spieltag nachträglich ein Punkt vom 17. Spieltag gegen Schkopau abgezogen. Dadurch hatten sie genauso wie die BSG Chemie Premnitz nur noch theoretische Chancen auf den Klassenverbleib, da sie das wesentlich schlechtere Torverhältnis gegenüber BSG Lokomotive Stendal, SG Dynamo Eisleben und BSG Chemie Wolfen hatten. Der Abstieg von Premnitz wurde beim Zweiten Dessau besiegelt und Wernigerode konnte auch der Sieg in Eisleben nicht vor der Bezirksliga retten.

### Abschlusstabelle
| Pl. | Mannschaft                     | Sp. | S  | U  | N  | Tore    | Diff. | Punkte |
| --- | ------------------------------ | --- | -- | -- | -- | ------- | ----- | ------ |
| 1.  | BSG Chemie Böhlen (A)          | 22  | 17 | 4  | 1  | 067:230 | +44   | 38:60  |
| 2.  | ASG Vorwärts Dessau            | 22  | 13 | 5  | 4  | 047:300 | +17   | 31:13  |
| 3.  | BSG Stahl Blankenburg          | 22  | 8  | 11 | 3  | 030:200 | +10   | 27:17  |
| 4.  | BSG Chemie Buna Schkopau       | 22  | 9  | 6  | 7  | 041:250 | +16   | 24:20  |
| 5.  | BSG Stahl Thale (N)            | 22  | 7  | 9  | 6  | 031:270 | +4    | 23:21  |
| 6.  | BSG Chemie Zeitz *             | 22  | 8  | 5  | 9  | 031:410 | −10   | 21:23  |
| 7.  | BSG Lokomotive Stendal         | 22  | 7  | 6  | 9  | 029:320 | −3    | 20:24  |
| 8.  | SG Dynamo Eisleben             | 22  | 7  | 4  | 11 | 040:420 | −2    | 18:26  |
| 9.  | BSG Chemie Wolfen              | 22  | 6  | 6  | 10 | 028:300 | −2    | 18:26  |
| 10. | BSG Einheit Wernigerode        | 22  | 6  | 6  | 10 | 031:450 | −14   | 18:26  |
| 11. | BSG Chemie Premnitz *          | 22  | 6  | 4  | 12 | 025:380 | −13   | 16:28  |
| 12. | BSG Lokomotive Halberstadt (N) | 22  | 4  | 2  | 16 | 026:730 | −47   | 10:34  |

| (A) Absteiger aus der DDR-Oberliga 1978/79                                                                       |
| (N) Aufsteiger aus der Bezirksliga 1978/79                                                                       |
| (*) Die BSG Chemie Zeitz spielte in der Vorsaison in der Staffel E und die BSG Chemie Premnitz in der Staffel B. |

### Kreuztabelle
Die Kreuztabelle stellt die Ergebnisse aller Spiele dieser Saison dar. Die Heimmannschaft ist in der linken Spalte aufgelistet und die Gastmannschaft in der obersten Reihe.
| Staffel C 26. August 1979 – 20. April 1980 | Staffel C 26. August 1979 – 20. April 1980 | BSG Chemie Böhlen | ASG Vorwärts Dessau | BSG Stahl Blankenburg | BSG Chemie Buna Schkopau | BSG Stahl Thale | BSG Chemie Zeitz | BSG Lokomotive Stendal | SG Dynamo Eisleben | BSG Chemie Wolfen | BSG Einheit Wernigerode | BSG Chemie Premnitz | HBS |
| ------------------------------------------ | ------------------------------------------ | ----------------- | ------------------- | --------------------- | ------------------------ | --------------- | ---------------- | ---------------------- | ------------------ | ----------------- | ----------------------- | ------------------- | --- |
| 01.                                        | BSG Chemie Böhlen                          |                   | 2:0                 | 2:2                   | 2:1                      | 2:0             | 4:1              | 4:2                    | 4:3                | 1:0               | 8:1                     | 6:0                 | 4:1 |
| 02.                                        | ASG Vorwärts Dessau                        | 2:0               |                     | 0:0                   | 1:1                      | 3:1             | 6:2              | 2:0                    | 2:0                | 1:1               | 3:1                     | 3:2                 | 7:1 |
| 03.                                        | BSG Stahl Blankenburg                      | 2:2               | 0:1                 |                       | 2:1                      | 1:1             | 1:1              | 1:1                    | 1:3                | 2:1               | 0:0                     | 1:0                 | 4:1 |
| 04.                                        | BSG Chemie Buna Schkopau                   | 0:0               | 7:1                 | 0:3                   |                          | 1:1             | 0:1              | 2:0                    | 4:1                | 1:2               | 4:0                     | 1:1                 | 3:0 |
| 05.                                        | BSG Stahl Thale                            | 0:2               | 0:1                 | 1:1                   | 2:2                      |                 | 2:0              | 2:1                    | 1:0                | 1:1               | 1:1                     | 1:1                 | 1:1 |
| 06.                                        | BSG Chemie Zeitz                           | 2:9               | 3:1                 | 0:1                   | 1:1                      | 2:2             |                  | 2:0                    | 2:2                | 1:0               | 1:0                     | 5:0                 | 3:1 |
| 07.                                        | BSG Lokomotive Stendal                     | 1:1               | 0:0                 | 1:0                   | 1:0                      | 2:1             | 1:1              |                        | 1:1                | 3:1               | 3:1                     | 1:0                 | 6:0 |
| 08.                                        | SG Dynamo Eisleben                         | 1:2               | 2:4                 | 1:3                   | 1:2                      | 2:1             | 3:1              | 2:0                    |                    | 0:0               | 1:3                     | 3:1                 | 7:1 |
| 09.                                        | BSG Chemie Wolfen                          | 2:4               | 3:1                 | 1:1                   | 0:2                      | 1:2             | 0:1              | 2:2                    | 4:0                |                   | 2:2                     | 0:1                 | 1:0 |
| 10.                                        | BSG Einheit Wernigerode                    | 1:3               | 0:3                 | 1:1                   | [ C 1 ]                  | 1:7             | 3:0              | 2:0                    | 2:2                | 3:1               |                         | 0:0                 | 4:0 |
| 11.                                        | BSG Chemie Premnitz                        | 1:2               | 3:3                 | 0:0                   | 2:3                      | 0:1             | 2:1              | 2:0                    | 2:1                | 1:2               | 1:0                     |                     | 4:0 |
| 12.                                        | BSG Lokomotive Halberstadt                 | 0:3               | 1:2                 | 1:3                   | 3:2                      | 2:2             | 2:0              | 5:3                    | 1:4                | 0:3               | 1:5                     | 4:2                 |     |

1. ↑  BSG Einheit Wernigerode – BSG Chemie Buna Schkopau 1:1 (17. Spieltag); Wertung: 2:0 Punkte und 3:0 Tore für Schkopau, weil bei Wernigerode der Spieler Hans-Bert Matoul trotz Gelbsperre unberechtigt mitwirkte.

### Torschützenliste
|    | Spieler             | Mannschaft               | Tore |
| -- | ------------------- | ------------------------ | ---- |
| 1. | Klaus Havenstein    | BSG Chemie Böhlen        | 30   |
| 2. | Veit Gläßer         | ASG Vorwärts Dessau      | 18   |
| 3. | Hans-Hermann Herbst | BSG Lokomotive Stendal   | 11   |
| 4. | Frank Kuhnt         | BSG Chemie Buna Schkopau | 10   |

### Zuschauer
In 131 Spielen kamen 169.555 Zuschauer ({\displaystyle \varnothing } 1.294 pro Spiel) in die Stadien.
Größte Zuschauerkulisse
3.900 BSG Stahl Thale – BSG Einheit Wernigerode (8. Spieltag)
Niedrigste Zuschauerkulisse
200 BSG Chemie Buna Schkopau – SG Dynamo Eisleben (4. Spieltag)
200 BSG Chemie Zeitz – BSG Chemie Premnitz (4. Spieltag)
| Mannschaft                 | Gesamt | {\displaystyle \varnothing } | Heim   | {\displaystyle \varnothing } | Ausw.  | {\displaystyle \varnothing } |
| -------------------------- | ------ | ---------------------------- | ------ | ---------------------------- | ------ | ---------------------------- |
| BSG Chemie Böhlen          | 34.100 | 1.550                        | 13.400 | 1.218                        | 20.700 | 1.882                        |
| ASG Vorwärts Dessau        | 27.050 | 1.230                        | 12.600 | 1.145                        | 14.450 | 1.314                        |
| BSG Stahl Blankenburg      | 37.850 | 1.720                        | 22.000 | 2.000                        | 15.850 | 1.441                        |
| BSG Chemie Buna Schkopau   | 21.750 | 0989                         | 07.800 | 0709                         | 13.950 | 1.268                        |
| BSG Stahl Thale            | 45.350 | 2.061                        | 28.400 | 2.582                        | 16.950 | 1.541                        |
| BSG Chemie Zeitz           | 22.475 | 1.022                        | 10.350 | 0941                         | 12.125 | 1.102                        |
| BSG Lokomotive Stendal     | 28.900 | 1.314                        | 15.800 | 1.436                        | 13.100 | 1.191                        |
| SG Dynamo Eisleben         | 19.530 | 0888                         | 06.930 | 0630                         | 12.600 | 1.145                        |
| BSG Chemie Wolfen          | 23.850 | 1.084                        | 10.200 | 0927                         | 13.650 | 1.241                        |
| BSG Einheit Wernigerode    | 33.650 | 1.530                        | 19.300 | 1.755                        | 14.350 | 1.305                        |
| BSG Chemie Premnitz        | 22.030 | 1.001                        | 11.400 | 1.036                        | 10.630 | 0966                         |
| BSG Lokomotive Halberstadt | 25.975 | 1.181                        | 13.075 | 1.189                        | 12.900 | 1.173                        |

## Staffel D

### Saisonverlauf
Trotz hartnäckiger Konkurrenz durch den Neuling ASG Vorwärts Kamenz und der BSG Motor Werdau wurde die BSG Energie Cottbus ihrer Favoritenrolle gerecht. Erst am letzten Spieltag konnte Cottbus durch einen Sieg beim Neuling SG Dynamo Lübben seinen Staffelsieg aus dem Vorjahr wiederholen.
 Die Mannschaften von der BSG Fortschritt Bischofswerda, BSG Aktivist Espenhain, BSG Motor „F.-H.“ Karl-Marx-Stadt und der BSG Aktivist Schwarze Pumpe bildeten das Mittelfeld, welches weder mit der Tabellenspitze noch mit dem Abstieg zu tun hatte.
 Im Kampf gegen den Abstieg musste zuerst Neuling SG Sosa passen. Um die zum Klassenerhalt berechtigenden Plätze kämpften der FSV Lokomotive Dresden, die ASG Vorwärts Plauen, die SG Dynamo Lübben und die BSG Aktivist Brieske-Senftenberg verbissen bis zum letzten Spieltag.
Dort sicherten sich Dresden mit einem Sieg gegen Senftenberg und Plauen mit einem Unentschieden bei Kamenz die Klasse. Für Senftenberg und Lübben führte der Weg in die Bezirksliga.

### Abschlusstabelle
| Pl. | Mannschaft                        | Sp. | S  | U  | N  | Tore    | Diff. | Punkte |
| --- | --------------------------------- | --- | -- | -- | -- | ------- | ----- | ------ |
| 1.  | BSG Energie Cottbus               | 22  | 15 | 4  | 3  | 049:190 | +30   | 34:10  |
| 2.  | ASG Vorwärts Kamenz (N)           | 22  | 12 | 8  | 2  | 039:200 | +19   | 32:12  |
| 3.  | BSG Motor Werdau                  | 22  | 12 | 4  | 6  | 042:250 | +17   | 28:16  |
| 4.  | BSG Fortschritt Bischofswerda     | 22  | 11 | 4  | 7  | 044:270 | +17   | 26:18  |
| 5.  | BSG Aktivist Espenhain            | 22  | 5  | 13 | 4  | 027:260 | +1    | 23:21  |
| 6.  | BSG Motor „F.-H.“ Karl-Marx-Stadt | 22  | 10 | 3  | 9  | 028:300 | −2    | 23:21  |
| 7.  | BSG Aktivist Schwarze Pumpe       | 22  | 6  | 8  | 8  | 023:270 | −4    | 20:24  |
| 8.  | FSV Lokomotive Dresden            | 22  | 6  | 7  | 9  | 029:350 | −6    | 19:25  |
| 9.  | ASG Vorwärts Plauen               | 22  | 5  | 8  | 9  | 029:350 | −6    | 18:26  |
| 10. | SG Dynamo Lübben (N)              | 22  | 5  | 6  | 11 | 021:400 | −19   | 16:28  |
| 11. | BSG Aktivist Brieske-Senftenberg  | 22  | 5  | 5  | 12 | 031:370 | −6    | 15:29  |
| 12. | SG Sosa (N)                       | 22  | 3  | 4  | 15 | 022:630 | −41   | 10:34  |

| (N) Aufsteiger aus der Bezirksliga 1978/79 |

### Kreuztabelle
Die Kreuztabelle stellt die Ergebnisse aller Spiele dieser Saison dar. Die Heimmannschaft ist in der linken Spalte aufgelistet und die Gastmannschaft in der obersten Reihe.
| Staffel D 26. August 1979 – 20. April 1980 | Staffel D 26. August 1979 – 20. April 1980 | BSG Energie Cottbus | ASG Vorwärts Kamenz | BSG Motor Werdau | BSG Fortschritt Bischofswerda | BSG Aktivist Espenhain | BSG Motor „F.-H.“ Karl-Marx-Stadt | BSG Aktivist Schwarze Pumpe | FSV Lokomotive Dresden | ASG Vorwärts Plauen | SG Dynamo Lübben | BSG Aktivist Brieske-Senftenberg | SG Sosa |
| ------------------------------------------ | ------------------------------------------ | ------------------- | ------------------- | ---------------- | ----------------------------- | ---------------------- | --------------------------------- | --------------------------- | ---------------------- | ------------------- | ---------------- | -------------------------------- | ------- |
| 01.                                        | BSG Energie Cottbus                        |                     | 0:0                 | 2:1              | 1:0                           | 1:1                    | 4:0                               | 3:1                         | 3:0                    | 5:1                 | 4:0              | 4:2                              | 2:0     |
| 02.                                        | ASG Vorwärts Kamenz                        | 0:2                 |                     | 2:1              | 1:0                           | 2:2                    | 1:0                               | 2:0                         | 2:0                    | 3:3                 | 2:2              | 2:1                              | 6:0     |
| 03.                                        | BSG Motor Werdau                           | 1:0                 | 2:1                 |                  | 3:2                           | 7:0                    | 2:0                               | 2:0                         | 1:1                    | 4:1                 | 3:3              | 1:1                              | 6:1     |
| 04.                                        | BSG Fortschritt Bischofswerda              | 3:2                 | 1:3                 | 2:0              |                               | 1:1                    | 2:1                               | 3:2                         | 4:0                    | 1:1                 | 5:0              | 3:0                              | 5:0     |
| 05.                                        | BSG Aktivist Espenhain                     | 1:3                 | 0:0                 | 2:0              | 1:1                           |                        | 0:1                               | 3:1                         | 0:0                    | 1:1                 | 0:0              | 5:0                              | 4:1     |
| 06.                                        | BSG Motor „F.-H.“ Karl-Marx-Stadt          | 2:3                 | 1:3                 | 2:0              | 3:1                           | 1:1                    |                                   | 3:2                         | 4:1                    | 1:0                 | 3:1              | 1:0                              | 4:2     |
| 07.                                        | BSG Aktivist Schwarze Pumpe                | 1:0                 | 0:0                 | 1:1              | 2:2                           | 0:0                    | 2:0                               |                             | 1:3                    | 1:0                 | 3:0              | 1:1                              | 3:1     |
| 08.                                        | FSV Lokomotive Dresden                     | 4:4                 | 1:3                 | 1:2              | 1:3                           | 0:0                    | 2:0                               | 0:1                         |                        | 1:1                 | 2:0              | 4:1                              | 4:1     |
| 09.                                        | ASG Vorwärts Plauen                        | 0:3                 | 1:1                 | 0:1              | 2:0                           | 1:2                    | 0:0                               | 2:0                         | 0:0                    |                     | 4:1              | 5:3                              | 3:1     |
| 10.                                        | SG Dynamo Lübben                           | 1:2                 | 0:1                 | 1:2              | 0:3                           | 3:1                    | 1:1                               | 0:0                         | 0:0                    | 2:0                 |                  | 1:0                              | 5:1     |
| 11.                                        | BSG Aktivist Brieske-Senftenberg           | 0:1                 | 1:1                 | 0:1              | 4:0                           | 1:1                    | 0:1                               | 1:1                         | 3:1                    | 1:0                 | 3:0              |                                  | 7:1     |
| 12.                                        | SG Sosa                                    | 0:0                 | 2:3                 | 2:1              | 0:2                           | 1:1                    | 2:0                               | 0:0                         | 1:3                    | 3:3                 | 0:2              | 2:1                              |         |

### Torschützenliste
|    | Spieler             | Mannschaft                        | Tore |
| -- | ------------------- | --------------------------------- | ---- |
| 1. | Peter Zierau        | BSG Energie Cottbus               | 19   |
| 2. | Karl Krasselt       | BSG Motor „F.-H.“ Karl-Marx-Stadt | 12   |
| 3. | Peter Brändel       | BSG Motor Werdau                  | 11   |
| 3. | Wieland Wünsche     | BSG Fortschritt Bischofswerda     | 11   |
| 5. | Karl-Heinz Herrmann | BSG Aktivist Espenhain            | 10   |
| 5. | Frank Papritz       | BSG Aktivist Schwarze Pumpe       | 10   |

### Zuschauer
In 132 Spielen kamen 178.750 Zuschauer ({\displaystyle \varnothing } 1.354 pro Spiel) in die Stadien.
Größte Zuschauerkulisse
5.000 BSG Energie Cottbus – BSG Motor Werdau (18. Spieltag)
Niedrigste Zuschauerkulisse
100 BSG Aktivist Espenhain – FSV Lokomotive Dresden (4. Spieltag)
| Mannschaft                        | Gesamt | {\displaystyle \varnothing } | Heim   | {\displaystyle \varnothing } | Ausw.  | {\displaystyle \varnothing } |
| --------------------------------- | ------ | ---------------------------- | ------ | ---------------------------- | ------ | ---------------------------- |
| BSG Energie Cottbus               | 56.800 | 2.582                        | 29.200 | 2.655                        | 27.600 | 2.509                        |
| ASG Vorwärts Kamenz               | 43.100 | 1.959                        | 28.300 | 2.573                        | 14.800 | 1.345                        |
| BSG Motor Werdau                  | 30.900 | 1.405                        | 14.800 | 1.345                        | 16.100 | 1.464                        |
| BSG Fortschritt Bischofswerda     | 31.900 | 1.450                        | 17.250 | 1.568                        | 14.650 | 1.332                        |
| BSG Aktivist Espenhain            | 20.050 | 0911                         | 04.850 | 0441                         | 15.200 | 1.382                        |
| BSG Motor „F.-H.“ Karl-Marx-Stadt | 24.400 | 1.109                        | 12.300 | 1.118                        | 12.100 | 1.100                        |
| BSG Aktivist Schwarze Pumpe       | 33.450 | 1.520                        | 18.500 | 1.682                        | 14.950 | 1.359                        |
| FSV Lokomotive Dresden            | 23.100 | 1.050                        | 08.700 | 0791                         | 14.400 | 1.309                        |
| ASG Vorwärts Plauen               | 17.650 | 0802                         | 05.050 | 0459                         | 12.600 | 1.145                        |
| SG Dynamo Lübben                  | 24.450 | 1.111                        | 12.650 | 1.150                        | 11.800 | 1.073                        |
| BSG Aktivist Brieske-Senftenberg  | 28.750 | 1.307                        | 15.650 | 1.423                        | 13.100 | 1.191                        |
| SG Sosa                           | 22.950 | 1.043                        | 11.500 | 1.045                        | 11.450 | 1.041                        |

## Staffel E

### Saisonverlauf
Die BSG Wismut Gera hatte im Kampf um den Staffelsieg den längeren Atem. Sie verwies die BSG Motor Weimar und die BSG Aktivist Kali Werra Tiefenort auf die Plätze. Zum dritten Mal in Folge belegte die Mannschaft aus Weimar den zweiten Tabellenplatz.
 Im Kampf gegen den Abstieg befanden sich bis auf die  BSG Motor Rudisleben-Ichtershausen alle restlichen Mannschaften. Der Neuling BSG WK Schmalkalden war der Spielklasse nicht gewachsen und wurde mit Abstand Letzter. Die beiden anderen Abstiegsplätze wurden ebenfalls von Neulingen belegt. Die BSG Motor Zeulenroda konnte immerhin bis zum 17. Spieltag mithalten, holte jedoch nur noch 3 Punkte aus den letzten 5 Spielen. Der dritte Neuling, dessen Weg wieder in die Bezirksliga führte, war der Zuschauerkrösus BSG Motor Altenburg. Sie legten zwar einen ausgezeichneten Start hin (9:3 Punkte), wurden dann aber kontinuierlich nach hinten durchgereicht.

### Abschlusstabelle
| Pl. | Mannschaft                         | Sp. | S  | U | N  | Tore    | Diff. | Punkte |
| --- | ---------------------------------- | --- | -- | - | -- | ------- | ----- | ------ |
| 1.  | BSG Wismut Gera                    | 22  | 13 | 6 | 3  | 055:250 | +30   | 32:12  |
| 2.  | BSG Motor Weimar                   | 22  | 12 | 7 | 3  | 056:300 | +26   | 31:13  |
| 3.  | BSG Aktivist Kali Werra Tiefenort  | 22  | 11 | 7 | 4  | 034:230 | +11   | 29:15  |
| 4.  | BSG Motor Rudisleben-Ichtershausen | 22  | 9  | 8 | 5  | 026:220 | +4    | 26:18  |
| 5.  | BSG Fortschritt Weida              | 22  | 7  | 8 | 7  | 030:280 | +2    | 22:22  |
| 6.  | BSG Landbau Bad Langensalza (N)    | 22  | 7  | 8 | 7  | 029:340 | −5    | 22:22  |
| 7.  | BSG Motor Nordhausen               | 22  | 8  | 5 | 9  | 037:310 | +6    | 21:23  |
| 8.  | BSG Motor Suhl                     | 22  | 9  | 3 | 10 | 038:450 | −7    | 21:23  |
| 9.  | BSG Chemie IW Ilmenau              | 22  | 7  | 6 | 9  | 029:210 | +8    | 20:24  |
| 10. | BSG Motor Altenburg (N)            | 22  | 7  | 5 | 10 | 030:320 | −2    | 19:25  |
| 11. | BSG Motor Zeulenroda (N)           | 22  | 6  | 3 | 13 | 028:550 | −27   | 15:29  |
| 12. | BSG WK Schmalkalden (N)            | 22  | 1  | 4 | 17 | 013:590 | −46   | 06:38  |

| (N) Aufsteiger aus der Bezirksliga 1978/79 |

### Kreuztabelle
Die Kreuztabelle stellt die Ergebnisse aller Spiele dieser Saison dar. Die Heimmannschaft ist in der linken Spalte aufgelistet und die Gastmannschaft in der obersten Reihe.
| Staffel E 26. August 1979 – 20. April 1980 | Staffel E 26. August 1979 – 20. April 1980 | BSG Wismut Gera | BSG Motor Weimar | BSG Aktivist Kali Werra Tiefenort | BSG Motor Rudisleben-Ichtershausen | BSG Fortschritt Weida | BSG Landbau Bad Langensalza | BSG Motor Nordhausen | BSG Motor Suhl | BSG Chemie IW Ilmenau | BSG Motor Altenburg | BSG Motor Zeulenroda | BSG WK Schmalkalden |
| ------------------------------------------ | ------------------------------------------ | --------------- | ---------------- | --------------------------------- | ---------------------------------- | --------------------- | --------------------------- | -------------------- | -------------- | --------------------- | ------------------- | -------------------- | ------------------- |
| 01.                                        | BSG Wismut Gera                            |                 | 1:1              | 3:0                               | 3:0                                | 1:0                   | 2:0                         | 5:3                  | 4:0            | 2:1                   | 2:1                 | 6:1                  | 2:1                 |
| 02.                                        | BSG Motor Weimar                           | 2:5             |                  | 3:4                               | 2:2                                | 4:0                   | 6:1                         | 3:1                  | 5:1            | 1:0                   | 3:1                 | 5:0                  | 2:0                 |
| 03.                                        | BSG Aktivist Kali Werra Tiefenort          | 0:0             | 2:2              |                                   | 0:0                                | 2:1                   | 4:1                         | 0:0                  | 3:2            | 1:1                   | 2:0                 | 1:0                  | 4:0                 |
| 04.                                        | BSG Motor Rudisleben-Ichtershausen         | 2:1             | 0:1              | 3:2                               |                                    | 1:1                   | 0:0                         | 1:1                  | 2:1            | 0:1                   | 0:2                 | 0:1                  | 2:0                 |
| 05.                                        | BSG Fortschritt Weida                      | 1:1             | 2:2              | 2:4                               | 1:1                                |                       | 1:1                         | 2:1                  | 0:1            | 1:0                   | 0:0                 | 2:1                  | 4:1                 |
| 06.                                        | BSG Landbau Bad Langensalza                | 3:0             | 2:1              | 0:0                               | 1:1                                | 2:2                   |                             | 1:1                  | 1:0            | 3:0                   | 1:0                 | 1:2                  | 2:2                 |
| 07.                                        | BSG Motor Nordhausen                       | 1:1             | 2:3              | 3:1                               | 2:3                                | 0:2                   | 3:1                         |                      | 0:2            | 2:1                   | 4:0                 | 3:0                  | 5:0                 |
| 08.                                        | BSG Motor Suhl                             | 1:6             | 2:2              | 0:0                               | 0:3                                | 2:1                   | 3:4                         | 1:2                  |                | 1:1                   | 3:1                 | 5:2                  | 4:2                 |
| 09.                                        | BSG Chemie IW Ilmenau                      | 1:1             | 1:2              | 0:1                               | 0:0                                | 3:0                   | 0:0                         | 2:0                  | 1:0            |                       | 1:3                 | 5:0                  | 6:0                 |
| 10.                                        | BSG Motor Altenburg                        | 0:1             | 2:2              | 1:0                               | 0:1                                | 0:0                   | 4:0                         | 0:0                  | 4:5            | 1:3                   |                     | 2:0                  | 5:0                 |
| 11.                                        | BSG Motor Zeulenroda                       | 3:3             | 1:4              | 1:2                               | 1:2                                | 0:3                   | 2:1                         | 2:0                  | 1:2            | 2:1                   | 4:4                 |                      | 2:1                 |
| 12.                                        | BSG WK Schmalkalden                        | 3:2             | 0:0              | 0:1                               | 1:2                                | 0:4                   | 0:3                         | 0:3                  | 0:2            | 0:0                   | 0:2                 | 2:2                  |                     |

### Torschützenliste
|    | Spieler         | Mannschaft           | Tore |
| -- | --------------- | -------------------- | ---- |
| 1. | Wolfgang Dummer | BSG Motor Weimar     | 17   |
| 2. | Werner Schorrig | BSG Wismut Gera      | 14   |
| 3. | Horst Weißhaupt | BSG Motor Nordhausen | 12   |
| 4. | Gerd Struppert  | BSG Wismut Gera      | 11   |
| 5. | Heinz Zubek     | BSG Wismut Gera      | 10   |

### Zuschauer
In 132 Spielen kamen 283.250 Zuschauer ({\displaystyle \varnothing } 2.146 pro Spiel) in die Stadien.
Größte Zuschauerkulisse
7.000 BSG Motor Altenburg – BSG Motor Suhl (1. Spieltag)
7.000 BSG Motor Altenburg – BSG Fortschritt Weida (5. Spieltag)
Niedrigste Zuschauerkulisse
600 BSG Fortschritt Weida – BSG Aktivist Kali Werra Tiefenort (Nachholspiel des 20. Spieltags)
600 BSG WK Schmalkalden – BSG Motor Nordhausen (22. Spieltag)
| Mannschaft                         | Gesamt | {\displaystyle \varnothing } | Heim   | {\displaystyle \varnothing } | Ausw.  | {\displaystyle \varnothing } |
| ---------------------------------- | ------ | ---------------------------- | ------ | ---------------------------- | ------ | ---------------------------- |
| BSG Wismut Gera                    | 57.400 | 2.609                        | 31.400 | 2.855                        | 26.000 | 2.364                        |
| BSG Motor Weimar                   | 48.400 | 2.200                        | 24.200 | 2.200                        | 24.200 | 2.200                        |
| BSG Aktivist Kali Werra Tiefenort  | 43.150 | 1.961                        | 19.350 | 1.759                        | 23.800 | 2.164                        |
| BSG Motor Rudisleben-Ichtershausen | 45.350 | 2.061                        | 20.100 | 1.827                        | 25.250 | 2.295                        |
| BSG Fortschritt Weida              | 42.600 | 1.936                        | 13.200 | 1.200                        | 29.400 | 2.673                        |
| BSG Landbau Bad Langensalza        | 47.350 | 2.152                        | 24.600 | 2.236                        | 22.750 | 2.068                        |
| BSG Motor Nordhausen               | 34.950 | 1.589                        | 19.000 | 1.727                        | 15.950 | 1.450                        |
| BSG Motor Suhl                     | 44.650 | 2.030                        | 17.350 | 1.577                        | 27.300 | 2.482                        |
| BSG Chemie IW Ilmenau              | 41.950 | 1.907                        | 20.200 | 1.836                        | 21.750 | 1.977                        |
| BSG Motor Altenburg                | 78.850 | 3.584                        | 55.300 | 5.027                        | 23.550 | 2.141                        |
| BSG Motor Zeulenroda               | 42.050 | 1.911                        | 20.700 | 1.882                        | 21.350 | 1.941                        |
| BSG WK Schmalkalden                | 39.800 | 1.809                        | 17.850 | 1.623                        | 21.950 | 1.995                        |

## Aufstiegsrunde

### Saisonverlauf
Der F.C. Hansa Rostock dominierte in der Aufstiegsrunde ebenso wie schon in seiner Staffel. Lediglich gegen die BSG Chemie Böhlen ließ man am 8. Spieltag beim 0:2 die Punkte liegen. Böhlen kämpfte mit der BSG Energie Cottbus bis zum letzten Spieltag um den zweiten Tabellenplatz, der zum Aufstieg berechtigte. In einem richtigen Finale um Platz 2 kam Cottbus nur zu einem Unentschieden (2:2) in Böhlen. Durch diesen Punktgewinn und das bessere Torverhältnis kehrte auch Böhlen nach einem Jahr wieder in die DDR-Oberliga zurück. Die Mannschaften der BSG Wismut Gera und der SG Dynamo Fürstenwalde verloren schnell den Anschluss an die Aufstiegsplätze und kamen weit abgeschlagen auf den letzten beiden Plätzen ein.

### Abschlusstabelle
| Pl. | Mannschaft             | Sp. | S | U | N | Tore    | Diff. | Punkte |
| --- | ---------------------- | --- | - | - | - | ------- | ----- | ------ |
| 1.  | F.C. Hansa Rostock     | 8   | 7 | 0 | 1 | 020:600 | +14   | 14:20  |
| 2.  | BSG Chemie Böhlen      | 8   | 3 | 3 | 2 | 013:120 | +1    | 09:70  |
| 3.  | BSG Energie Cottbus    | 8   | 3 | 3 | 2 | 010:120 | −2    | 09:70  |
| 4.  | BSG Wismut Gera        | 8   | 1 | 2 | 5 | 007:110 | −4    | 04:12  |
| 5.  | SG Dynamo Fürstenwalde | 8   | 1 | 2 | 5 | 006:150 | −9    | 04:12  |

### Kreuztabelle
| Aufstiegsrunde 27. April 1980 – 21. Juni 1980 | Aufstiegsrunde 27. April 1980 – 21. Juni 1980 | F.C. Hansa Rostock | BSG Chemie Böhlen | BSG Energie Cottbus | BSG Wismut Gera | SG Dynamo Fürstenwalde |
| --------------------------------------------- | --------------------------------------------- | ------------------ | ----------------- | ------------------- | --------------- | ---------------------- |
| 1.                                            | F.C. Hansa Rostock                            |                    | 1:0               | 4:0                 | 3:1             | 3:1                    |
| 2.                                            | BSG Chemie Böhlen                             | 3:1                |                   | 2:2                 | 3:2             | 2:1                    |
| 3.                                            | BSG Energie Cottbus                           | 1:2                | 1:1               |                     | 2:1             | 3:2                    |
| 4.                                            | BSG Wismut Gera                               | 0:1                | 3:1               | 0:0                 |                 | 0:0                    |
| 5.                                            | SG Dynamo Fürstenwalde                        | 0:5                | 1:1               | 0:1                 | 1:0             |                        |

### Torschützenliste
|    | Spieler          | Mannschaft          | Tore |
| -- | ---------------- | ------------------- | ---- |
| 1. | Rainer Jarohs    | F.C. Hansa Rostock  | 4    |
| 1. | Rainer Lisiewicz | BSG Chemie Böhlen   | 4    |
| 1. | Peter Zierau     | BSG Energie Cottbus | 4    |
| 4. | Klaus Havenstein | BSG Chemie Böhlen   | 3    |
| 4. | Christian Radtke | F.C. Hansa Rostock  | 3    |

### Zuschauer
In 20 Spielen kamen 129.200 Zuschauer ({\displaystyle \varnothing } 6.460 pro Spiel) in die Stadien.
Größte Zuschauerkulisse
18.000 F.C. Hansa Rostock – BSG Chemie Böhlen (3. Spieltag)
Niedrigste Zuschauerkulisse
500 SG Dynamo Fürstenwalde – BSG Wismut Gera (10. Spieltag)
| Mannschaft             | Gesamt | {\displaystyle \varnothing } | Heim   | {\displaystyle \varnothing } | Ausw.  | {\displaystyle \varnothing } |
| ---------------------- | ------ | ---------------------------- | ------ | ---------------------------- | ------ | ---------------------------- |
| F.C. Hansa Rostock     | 72.300 | 9.037                        | 48.000 | 12.0000                      | 24.300 | 6.075                        |
| BSG Chemie Böhlen      | 52.900 | 6.612                        | 22.500 | 5.625                        | 30.400 | 7.600                        |
| BSG Energie Cottbus    | 65.500 | 8.187                        | 34.500 | 8.625                        | 31.000 | 7.750                        |
| BSG Wismut Gera        | 39.700 | 4.962                        | 14.200 | 3.550                        | 25.500 | 6.250                        |
| SG Dynamo Fürstenwalde | 28.000 | 3.500                        | 10.000 | 2.500                        | 18.000 | 4.500                        |

## Aufsteiger
| 1.                          | F.C. Hansa Rostock |
| Logo vom F.C. Hansa Rostock | Dieter Schneider (20 Spiele / Tore –) Jürgen Uteß (25/7) Gerd Kische (25/3) , Hans-Joachim Wandke (21/–), Norbert Littmann (22/2) Michael Mischinger (27/7), Axel Schulz (29/5), Juri Schlünz (25/11) Rüdiger Kaschke (21/8), Rainer Jarohs (29/27), Christian Radtke (28/7) Trainer: Harry Nippert |
| Logo vom F.C. Hansa Rostock | außerdem: Karl-Heinz Aul (Tor 6/–), Siegfried Gensich (Tor 3/–), Ulf Groothuis (Tor 2/–); Ronald Adam (4/–), Uwe Bloch (14/3), Norbert Wollschläger (16/–); Andreas Babendererde (1/–), Eckart Märzke (1/–), Volker Patzenhauer (3/–), Jörg Seering (22/13), Wolfgang Wolter (1/–); Eckhard Brakenwagen (10/1), Dietrich Kehl (1/–), Jens Koppe (2/–), Torsten Pügge (4/1), Horst Pust (1/–), Klaus-Dieter Wachlin (1/–), Karsten Wenzlawski (3/–), Andreas Zachhuber (10/1). dazu ein Eigentor von Peter Baschista (Dynamo Schwerin). |

| 2.                         | BSG Chemie Böhlen |
| Logo der BSG Chemie Böhlen | Werner Friese (15 Spiele / Tore –) Lutz Blankenburg (19/1) Rainer Wolf (21/1), Ronald Hoch (23/1), Rolf Tröger (25/–) Klaus Bittner (27/11), Eberhard Köditz (26/8), Rainer Lisiewicz (28/6) Rainer Srodecki (28/4), Klaus Havenstein (30/33), Bernd Hubert (29/9) Trainer: Hans Speth                                              |
| Logo der BSG Chemie Böhlen | außerdem: Freimuth Bott (Tor 5/–), Thomas Fischer (Tor 10/–); Hans-Christian Kaubitzsch (6/–), Jochen Kunath (10/–), Detlef Müller (5/–), Hans-Christoph Müller (17/–); Helmut Friedel (4/1), Uwe Hermsdorf (1/–), Klaus Schweineberg (22/1); Manfred Zaspel (23/3). dazu ein Eigentor von Rainer Schmidt (Lokomotive Halberstadt). |